# Горбань, Евгений Ефимович
Евгений Ефимович Го́рбань (1931—2001) — советский и украинский скульптор.

## Биография
Родился 19 июня 1931 года в селе Гришевка Сахновщинского района (ныне Харьковской области Украины).
В 1957 году окончил Киевский государственный художественный институт (мастерская М. Г. Лысенко). Член СХ СССР с 1962 года.
Умер 31 января 2001 года в Киеве.

## Творчество
- «Партизаны» (1957)
- «Сплавщики леса» (1958)
- Памятник героям-пионерам (Лубны, 1959)
- «К мирному труду» (1960)
- «Прометей» (1960)
- «Целинник» (1963)
- Монумент «Победа» (Кривой Рог) (1968, в соавторстве)
- «В. И. Ленин» (1969)
- «Строители» (1972)
- Монумент Дружбы Народов (село Сеньковка, Городнянский район, 1975, в соавторстве)
- памятник командарму И. Ф. Федько, в соавторстве (Ромны, 1977)
- памятник участникам вооружённого восстания 1905 года (Горловка, 1980, со скульптором Ю. Н. Гиричем  и архитектором С. Н. Миргородским)
- мемориальный ансамбль «Героям Аджимушкайской обороны» (Керчь, 1982, в соавторстве)
- монумент «В честь 325-летия воссоединения Украины с Россией» (Переяслав, 1982, в соавторстве со скульптором Б. Е. Климушко, Ю. М. Гиричем и архитекторами и М. М. Фещенко)
- композиции «Наше время» (1989)
- «1933 год» (1991)
- «Сон» (1991)
- портреты гетманов И. С. Мазепы (1993) и П. Д. Дорошенко (1995)
- памятник Ивану Мазепе в селе Мазепинцы (1994)

## Награды
- Заслуженный деятель искусств УССР (1982)
- Государственная премия УССР имени Т. Г. Шевченко (1985) — за памятник героям Горловского вооружённого восстания 1905 года в Горловке Донецкой области